# Margaret Wilson
Margaret Wilson fou una tennista australiana durant la dècada de 1930.
En la seva trajectòria destaca la disputa de dues finals consecutives de dobles mixts de l'Open d'Austràlia (1938, 1939), amb una victòria i una derrota.

## Torneigs de Grand Slam

### Dobles mixts: 2 (1−1)
| Resultat  | Núm. | Any  | Campionat                | Parella       | Oponents                       | Marcador      |
| --------- | ---- | ---- | ------------------------ | ------------- | ------------------------------ | ------------- |
| Guanyador | 1.   | 1938 | Australian Championships | John Bromwich | Nancye Wynne Bolton Colin Long | 6−3, 6−2      |
| Finalista | 1.   | 1939 | Australian Championships | John Bromwich | Nell Hall Hopman Harry Hopman  | 8−6, 2−6, 3−6 |